# Сторожев, Юрий Васильевич
Юрий Васильевич Сторожев — советский хозяйственный, государственный и политический деятель, генерал-лейтенант.

## Биография
Родился в 1928 году в деревне Емановка. Член КПСС с года.
С 1951 года — на хозяйственной, общественной и политической работе. 
В 1951—1991 годах — горный инженер в Кемеровской и Омской областях, советский и партийный работник в Кемеровской области, первый секретарь Мариинского горкома КПСС, заместитель начальника УКГБ по Кемеровской области, заместитель начальника УКГБ по Кемеровской области, начальник УКГБ по Амурской области, начальник 2-го отдела, заместитель начальника Управления кадров КГБ при СМ СССР, начальник Хозяйственного управления КГБ при СМ СССР, начальник 9-го Управления КГБ СССР, начальник 4-го Управления КГБ СССР.
Делегат XXII, XXVI и XXVII съездов КПСС.
Умер в Москве в 1997 году.